# هادی عقیلی
هادی عقیلی (زادهٔ ۲۵ دی ۱۳۵۹) بازیکن سابق و مربی فوتبال اهل ایران است.

## حرفه
وی فوتبال خود را از تیم جوانان راه آهن آغاز نمود و بعد از دو سال حضور در تیم پرسپولیس و سه سال حضور در تیم سایپا کرج به سپاهان پیوست.
او با تیم سپاهان اصفهان بازی‌های ارزشمندی از خود به نمایش گذاشت و در مسابقات آسیایی و لیگ ایران یکی از مهره‌های تأثیرگذار تیمش بود. هادی عقیلی با تیم سپاهان اصفهان حضور در فینال‌های مختلف مانند سه جام قهرمانی لیگ برتر فوتبال ایران و نایب قهرمانی جام باشگاه‌های آسیا را تجربه کرده‌است.
عقیلی از سال ۲۰۰۶ نیز به تیم ملی فوتبال ایران دعوت شد و توانست با عملکرد خوب خود جایگاه ثابت و مستحکمی را در قلب دفاعی ترکیب ایران به دست آورد.
کنفدراسیون فوتبال آسیا اولین فهرست نامزدهای بهترین بازیکن سال ۲۰۰۹ را اعلام کرد که هادی عقیلی نیز یکی از نامزدهای دریافت جایزه بازیکن سال آسیا بود اما در لیست نهایی قرار نگرفت. عقیلی برای ادامه فوتبال خود در فصل ۲۰۱۲ به لیگ ستارگان قطر رفت و با باشگاه العربی قطر قرار داد بست. او ۲۰ بازی در لیگ و پنج بازی هم در لیگ قهرمانان آسیا برای این تیم انجام داد و حتی بازوبند کاپیتانی العربی را هم به بازوی خود می‌بست. وی فصل بعد به دیگر تیم لیگ ستارگان یعنی القطر پیوست و سال بعد نیز به تیم سابق خود یعنی سپاهان بازگشت و بار دیگر به همراه این تیم بار دیگر به مقام قهرمانی لیگ برتر ایران رسید. او هفت فصل پیاپی در این تیم حضور داشت و یکی از ارکان اصلی خط دفاعی این تیم به عنوان بازیکن و کاپیتان به شمار می‌رفت.
او در یکم اردیبهشت ۱۳۹۶ با انتشار پیامی در صفحه شخصی خود از فوتبال خداحافظی کرد.

### بازیکن سال آسیا
عقیلی در فصل ۲۰۱۱ و به عنوان بازیکن العربی قطر، نامزد کسب عنوان بهترین بازیکن آسیا هم شد که سرور جباروف بازیکن تیم ملی ازبکستان که در آن موقع در الشباب عربستان بازی می‌کرد، با کسب ۱۰۰ امتیاز بهترین بازیکن آسیا شد و عقیلی با ۹۵ امتیاز در جایگاه دوم قرار گرفت و کیسوکه هوندا بازیکن ژاپنی که در آن فصل در زسکا مسکو روسیه بازی می‌کرد با ۸۷ امتیاز سوم شد.

## آمار ملی

### بازی‌های ملی
| ایران | ایران | ایران | ایران  |
| سال   | بازی  | گل    | پاس گل |
| ----- | ----- | ----- | ------ |
| ۲۰۰۶  | ۲     | ۰     | ۰      |
| ۲۰۰۷  | ۳     | ۰     | ۰      |
| ۲۰۰۸  | ۱۵    | ۳     | ۰      |
| ۲۰۰۹  | ۲۰    | ۰     | ۰      |
| ۲۰۱۰  | ۹     | ۵     | ۰      |
| ۲۰۱۱  | ۱۳    | ۲     | ۰      |
| ۲۰۱۲  | ۷     | ۰     | ۱      |
| مجموع | ۶۹    | ۱۰    | ۱      |

### گل‌های ملی
| شماره | تاریخ           | میزبان | بازی ملی | حریف     | نتیجه | رقابت                        |
| ----- | --------------- | ------ | -------- | -------- | ----- | ---------------------------- |
| ۱     | ۲۶ مه ۲۰۰۸      | تهران  | ۹        | زامبیا   | ۳–۲   | دوستانه                      |
| ۲     | ۱۱ اوت ۲۰۰۸     | تهران  | ۱۵       | قطر      | ۶–۱   | مسابقات فوتبال غرب آسیا ۲۰۰۸ |
| ۳     | ۱۵ اوت ۲۰۰۸     | تهران  | ۱۷       | اردن     | ۲–۱   | مسابقات فوتبال غرب آسیا ۲۰۰۸ |
| ۴     | ۶ ژانویه ۲۰۱۰   | کالنگ  | ۴۲       | سنگاپور  | ۳–۱   | مقدماتی جام ملت‌های آسیا ۲۰۱۱ |
| ۵     | ۱۱ اوت ۲۰۱۰     | ایروان | ۴۴       | ارمنستان | ۳–۱   | دوستانه                      |
| ۶     | ۱۱ اوت ۲۰۱۰     | ایروان | ۴۴       | ارمنستان | ۳–۱   | دوستانه                      |
| ۷     | ۲۴ سپتامبر ۲۰۱۰ | امان   | ۴۷       | بحرین    | ۳–۰   | مسابقات فوتبال غرب آسیا ۲۰۱۰ |
| ۸     | ۲۴ سپتامبر ۲۰۱۰ | امان   | ۴۷       | بحرین    | ۳–۰   | مسابقات فوتبال غرب آسیا ۲۰۱۰ |
| ۹     | ۶ سپتامبر ۲۰۱۱  | دوحه   | ۵۹       | قطر      | ۱–۱   | مقدماتی جام جهانی ۲۰۱۴       |
| ۱۰    | ۱۱ اکتبر ۲۰۱۱   | تهران  | ۶۰       | بحرین    | ۶–۰   | مقدماتی جام جهانی ۲۰۱۴       |

## افتخارات

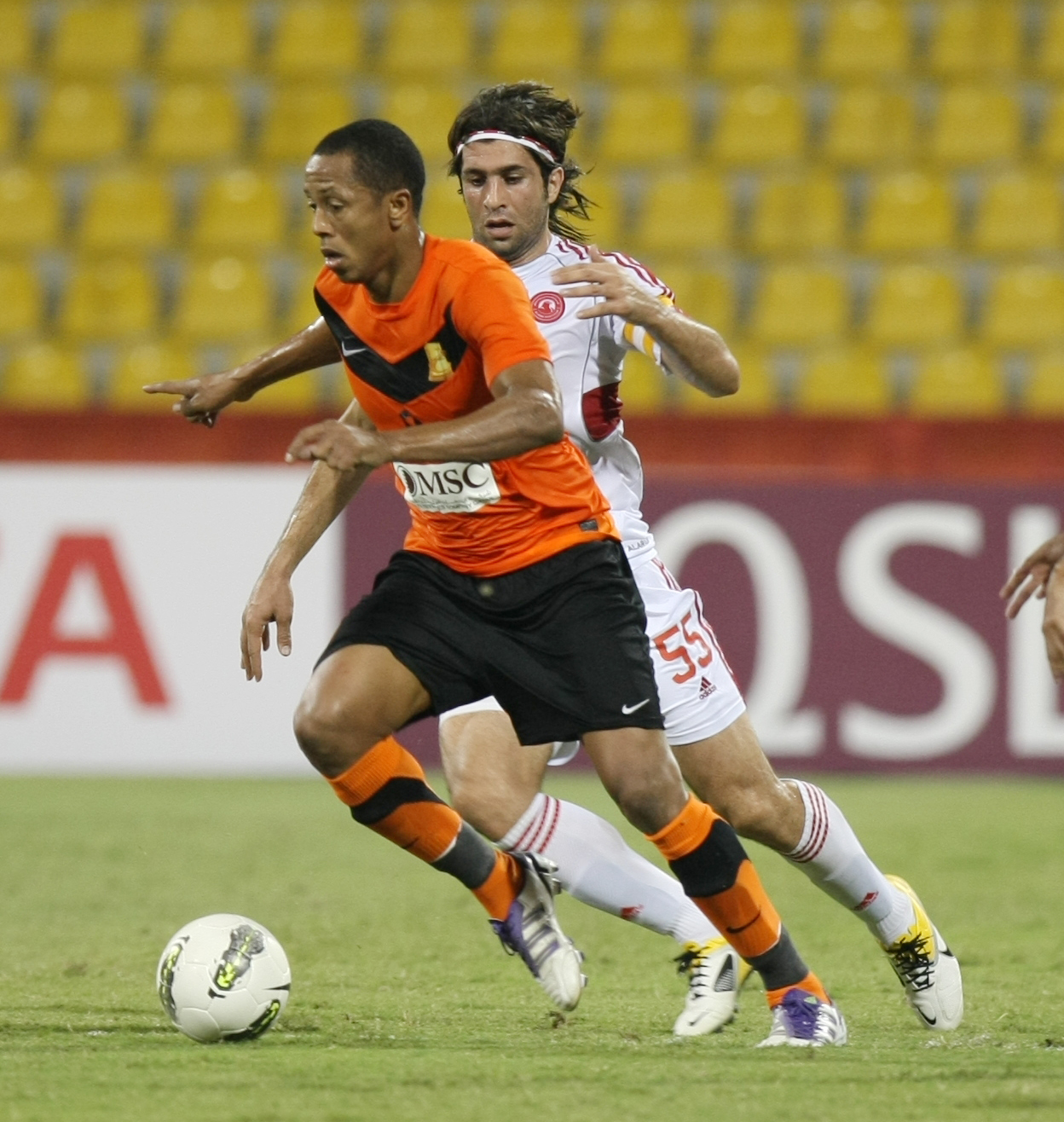
عقیلی در حال بازی برای العربی

### باشگاهی

#### سپاهان
- لیگ برتر خلیج فارس
  - قهرمان (۳): ۱۳۸۹–۱۳۸۸، ۱۳۹۰–۱۳۸۹، ۱۳۹۴–۱۳۹۳
  - نایب‌قهرمان (۱): ۱۳۸۷–۱۳۸۶
- جام حذفی ایران
  - قهرمان (۲): ۱۳۸۵–۱۳۸۴، ۱۳۸۶–۱۳۸۵
- لیگ قهرمانان آسیا
  - نایب‌قهرمان (۱): ۲۰۰۷

#### العربی
- جام شیخ جاسم
  - قهرمان (۱): ۲۰۱۱

### ملی

#### ایران
- قهرمانی فوتبال غرب آسیا
  - قهرمان (۱): ۲۰۰۸
  - نایب‌قهرمان (۱): ۲۰۱۰